# Eclipse (албум)
Вижте пояснителната страница за други значения на Eclipse.
Eclipse е седмият студиен албум на китариста Ингви Малмстийн. Издаден е през 1990 г., от Polydor.

### Бонус песен към японското издание
1. Making Love (разширено китарно соло) – 6:22

## Състав
- Ингви Малмстийн – всички електрически и акустични китари, електрически китарен синтезатор, бас педал, вокали
- Йоран Едман – вокал
- Сванте Хенрисон – бас, контрабас, вокали
- Матс Олаусон – клавишни и вокали
- Михаел Вон Норинг – барабани

|  | Тази страница частично или изцяло представлява превод на страницата Eclipse (Yngwie Malmsteen album) в Уикипедия на английски. Оригиналният текст, както и този превод, са защитени от Лиценза „Криейтив Комънс – Признание – Споделяне на споделеното“, а за съдържание, създадено преди юни 2009 година – от Лиценза за свободна документация на ГНУ. Прегледайте историята на редакциите на оригиналната страница, както и на преводната страница, за да видите списъка на съавторите. ВАЖНО: Този шаблон се отнася единствено до авторските права върху съдържанието на статията. Добавянето му не отменя изискването да се посочват конкретни източници на твърденията, които да бъдат благонадеждни. |